# グリニッチ・ヴィレッジのアルバート・アイラー
『グリニッチ・ヴィレッジのアルバート・アイラー』（原題：Albert Ayler in Greenwich Village）は、アメリカ合衆国のジャズ・サクソフォーン奏者、アルバート・アイラーが1967年に発表したライブ・アルバム。

## 解説
インパルス!レコード移籍第一弾アルバムに当たる。1966年12月18日のヴィレッジ・ヴァンガード公演と、1967年2月26日のヴィレッジ・シアター公演のライブ録音からの抜粋で、前者の公演ではジョン・コルトレーンが客席におり、後者の公演ではコルトレーンに捧げられた曲「フォー・ジョン・コルトレーン」が演奏された。なお、1998年にインパルス!から発売された2枚組CD『Live in Greenwich Village - The Complete Impulse Recordings』には、これらの公演の全貌に加えて、1965年3月28日のヴィレッジ・ゲイト公演における「ホーリー・ゴースト」のライブ録音も追加された。
「トゥルース・イズ・マーチング・イン」はニューオーリンズのマーチング・バンドからの影響を反映した曲で、アイラーの弟ドナルド・アイラーは、この曲にインスパイアされた自作曲「アワー・プレイヤー」を提供した。

## 評価
スコット・ヤナウはオールミュージックにおいて5点満点中4点を付け「彼がインパルス!に残したアルバムとしては、恐らく最高傑作」と評している。2023年には、treblezine.comのスタッフが選出した「偉大なライブ・アルバム50」の一つとして挙げられた。

## 収録曲
特記なき楽曲はアルバート・アイラー作曲。
1. フォー・ジョン・コルトレーン - "For John Coltrane" - 13:38
2. チェンジ・ハズ・カム - "Change Has Come" - 6:24
3. トゥルース・イズ・マーチング・イン - "Truth Is Marching In" - 12:43
4. アワー・プレイヤー - "Our Prayer" (Donald Ayler) - 4:43

## 参加ミュージシャン
- アルバート・アイラー – アルト・サクソフォーン(on #1, #2)、テナー・サクソフォーン(on #3, #4)
- ビル・フォルウェル - ベース(all songs)
- アラン・シルヴァ - ベース(on #1, #2)
- ヘンリー・グライムス（英語版） - ベース(on #3, #4)
- ビーヴァー・ハリス（英語版） - ドラムス(all songs)
- ジョエル・フリードマン - チェロ(on #1, #2)
- マイケル・サンプソン - ヴァイオリン(on #3, #4)
- ドナルド・アイラー（英語版） - トランペット(on #3, #4)